# Eccidio di Maiano Lavacchio
L'eccidio di Maiano Lavacchio avvenne il 22 marzo 1944 nella piccola località rurale di Maiano Lavacchio, nelle campagne tra Grosseto e Magliano in Toscana, a poca distanza da Istia d'Ombrone. Su ordine del prefetto e capo della provincia Alceo Ercolani, una divisione della Guardia Nazionale Repubblicana, insieme ad alcuni squadristi e gerarchi del fascio locale, rastrellò, processò sommariamente e fucilò undici ragazzi ritenuti colpevoli di non essersi presentati alla chiamata alle armi della Repubblica Sociale Italiana e quindi ricercati come disertori.

## Contesto
In seguito all'armistizio dell'8 settembre 1943, durante l'inverno diversi renitenti alla leva, a seguito del mancato arruolamento alla chiamata nell'esercito della Repubblica Sociale Italiana, si rifugiarono nell'area collinare di Monte Bottigli nei pressi di Istia d'Ombrone per sfuggire alle milizie fasciste repubblicane. In questa zona isolata si trovavano alcuni poderi sparsi (come il podere Ariosti dei fratelli Biagi, il podere La Sdriscia della famiglia Matteini, il podere Lavacchio della famiglia Corsetti e il podere Appalto di Settimio Andrei e Teresa Biagi) che erano diventati luogo di riparo per sbandati e sfollati in seguito ai bombardamenti alleati.
Un gruppo di giovani decise di nascondersi in una zona boscosa del Monte Bottigli, realizzandovi due capanne, appoggiati da alcuni abitanti del luogo. Il gruppo fondava i propri principi sul pacifismo e non scelse neppure la strada dell'arruolamento tra i partigiani che, paradossalmente, avrebbe dato loro più garanzie rispetto al contesto in cui si erano venuti a trovare. Di tanto in tanto, alcuni di essi facevano ritorno nel paese per fare rifornimento di generi di prima necessità.

## Descrizione dell'evento

### L'ordine del capo della provincia

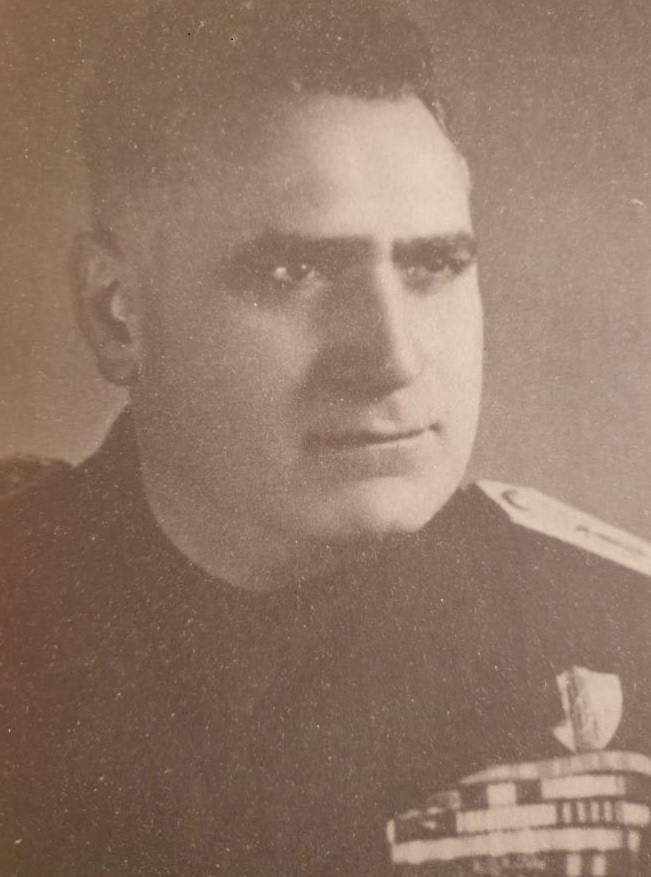
Alceo Ercolani, prefetto e capo della provincia di Grosseto

Venuti a conoscenza della presenza di disertori nelle campagne di Monte Bottigli, il prefetto e capo della provincia Alceo Ercolani incaricò un agente di pubblica sicurezza, il siciliano Lucio Raciti, di recarsi nella zona e infiltrarsi nel gruppo per raccoglierne informazioni.
Il 19 marzo 1944 Raciti raggiunse il podere Ariosti, fingendosi un reduce dalla campagna di Russia in cerca di ospitalità, e ottenne la fiducia di Angiolo Biagi, che lo introdusse a Mario Becucci, sfollato spezzino colpito da mandato di cattura e in cerca di una guida per raggiungere le capanne di Monte Bottigli. Raciti trascorse la notte all'Ariosti, dividendo la stanza con Becucci, e il giorno successivo lasciò il podere per tornare a comunicare le informazioni raccolte al prefetto Ercolani, che dette il via alle operazioni di rastrellamento.

### Il rastrellamento
Organizzato dallo stesso Ercolani, insieme al triumviro del PFR Silio Monti e al vice-questore Liberale Scotti, il rastrellamento avvenne la notte tra il 21 e il 22 marzo e fu eseguito da un gruppo di circa 140 uomini. L'operazione interessò l'intera area rurale tra Istia d'Ombrone e Maiano Lavacchio e vi presero parte una colonna della 98ª Legione della Guardia Nazionale Repubblicana, guidata dal tenente Vittorio Ciabatti, la squadra d'azione "Ettore Muti", comandata dal capitano Michele De Anna, un gruppo di agenti di pubblica sicurezza guidati dai commissari Sebastiano Scalone e Pompilio Lorenzini, e alcuni carabinieri del Gruppo Monteverde. A loro si unì inoltre un reparto tedesco della Feldgendarmerie, comandato dal tenente colonnello Müller, che dal 12 settembre 1943 controllava le forze armate tedesche nella provincia. Alla spedizione erano presenti anche il triumviro Silio Monti e il commissario prefettizio di Grosseto, Inigo Pucini.
Giunte al podere Ariosti, le milizie saccheggiarono l'abitazione e percossero gli occupanti, costringendo Adelmo Biagi e i due renitenti cagliaritani Giovanni Piria e Giovanni Careddu che qui si nascondevano a condurli alle capanne di Monte Bottigli. Altre violenze si consumarono presso i poderi Appalto, Lavacchio e La Sdriscia, dove una parte dei militi era rimasta di guardia per impedire che qualcuno potesse correre ad avvertire i giovani disertori.

### La cattura, la condanna a morte e l'esecuzione
All'alba del 22 marzo 1944, poco prima delle 6, venne catturato il gruppo composto da undici persone presso il rifugio di Monte Bottigli. Un dodicesimo uomo, Günther Frielingsdorff, detto Gino, disertore della Wehrmacht, si trovava insieme agli undici ragazzi, ma riuscì a fuggire in un momento di distrazione dei fascisti: in seguito si unirà alla banda partigiana di Monte Bottigli. Subito dopo la cattura, i soldati tedeschi presenti abbandonarono l'operazione considerandola conclusa.

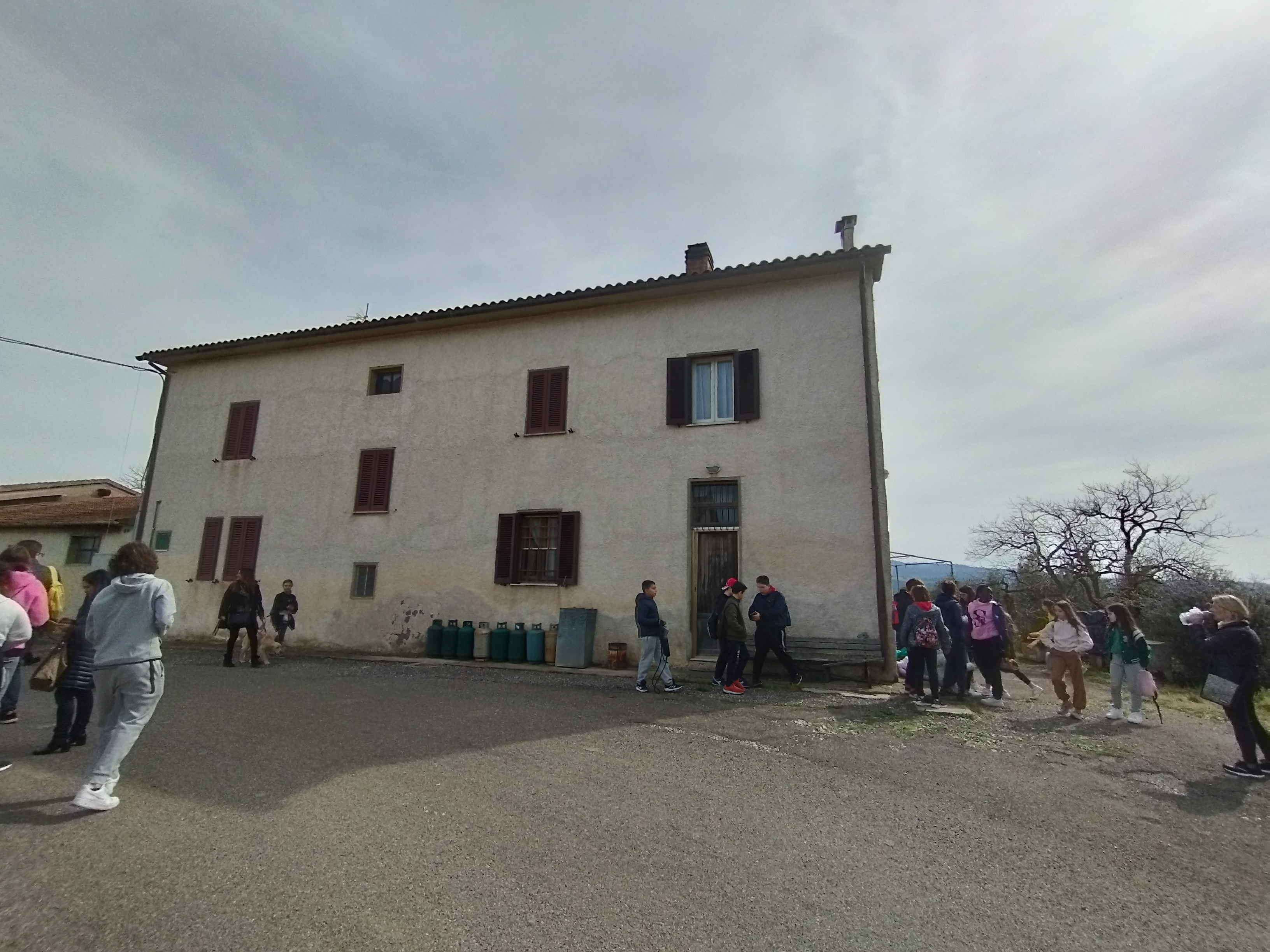
I locali dell'ex scuola del podere Appalto, dove si tenne il processo

Il gruppo di fascisti condusse gli undici giovani, dopo averli percossi, presso il podere Appalto e dette inizio a un processo sommario nella scuola locale, ricavata in alcune stanze dello stesso podere. La durata del "processo farsa" fu inferiore alla mezz'ora e si concluse con la condanna a morte degli undici giovani e l'assoluzione dei sardi Piria e Careddu, e di Francesco Biagi ed Ermenegildo Corsetti, imputati per possesso di fucili. La sentenza venne pronunciata dal triumviro Silio Monti. Nel frattempo, varie persone allarmate avevano raggiunto il posto, chiedendo clemenza per i giovani, ma vennero tenute a distanza dalla milizia fascista. Dora Sandri, madre dei condannati Corrado ed Emanuele Matteini, implorò di essere fucilata al posto dei figli, ma fu allontanata.
Il plotone di esecuzione fu guidato da Inigo Pucini, commissario prefettizio del comune di Grosseto, ed era composto almeno da Michele De Anna, Alfredo Del Canto, Lucio Raciti, Armando Gori e Mario Giannini. L'esecuzione avvenne alle 9:10, davanti a una siepe situata di fronte al podere Appalto.
Poco prima di essere assassinato, mentre si trovava in attesa del verdetto in un'aula della scuola, Emanuele Matteini aveva scritto con un gesso sulla lavagna le parole: «Mamma. Lele e Corrado, un bacio». La lavagna, con la scritta ancora intatta, è stata in seguito trasferita nell'ufficio del sindaco nel Palazzo Comunale di Grosseto, dove è esposta.
Un altro giovane, Antonio Brancati, prima di essere passato per le armi, scrisse un'ultima lettera indirizzata ai propri genitori:
non so se mi sarà possibile potervi rivedere, per la qual cosa vi scrivo questa lettera. Sono stato condannato a morte per non essermi associato a coloro che vogliono distruggere completamente l’Italia.
Vi giuro di non aver commessa nessuna colpa se non quella di aver voluto più bene di costoro all’Italia, nostra amabile e martoriata Patria.
Voi potete dire questo sempre a voce alta dinanzi a tutti.
Se muoio, muoio innocente.
Vi prego di perdonarmi se qualche volta vi ho fatto arrabbiare, vi ho disobbedito, ero allora un ragazzo.
Solo pregate per me il buon Dio. Non prendetevi parecchi pensieri. Fate del bene ai poveri per la salvezza della mia povera anima. Vi ringrazio per quanto avete fatto per me e per la mia educazione. Speriamo che Iddio vi dia giusta ricompensa.
Baciate per me tutti i fratelli: Felice, Costantino, Luigi, Vincenzo e Alberto e la mia cara fidanzata.
Non affliggetevi e fatevi coraggio, ci sarà chi mi vendicherà. Ricompensate e ricordatevi finché vivrete di quei signori Matteini per il bene che mi hanno fatto, per l’amore di madre che hanno avuto nei miei riguardi. Io vi ho sempre pensato in tutti i momenti della giornata.
Dispiacente tanto se non ci rivedremo su questa terra; ma ci rivedremo lassù, in un luogo più bello, più giusto e più santo.
Ricordatevi sempre di me.
Un forte bacione
Antonio
Sappiate che il vostro Antonio penserà sempre a voi anche dopo morto e che vi guarderà dal cielo.»

## Vittime

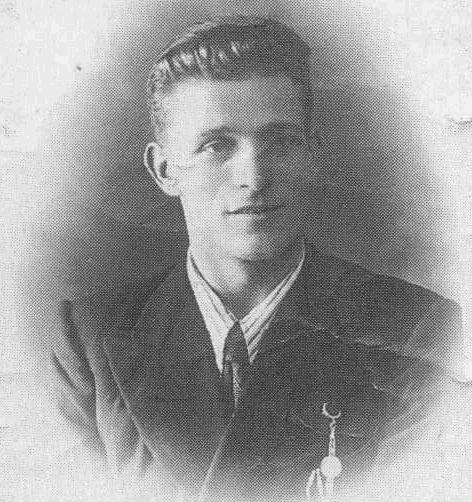
Mario Becucci

Le undici vittime dell'eccidio sono note come "martiri d'Istia", dalla località in cui molti di loro risiedevano prima della renitenza alle armi.
- Mario Becucci, nato il 4 giugno 1906 a La Spezia
- Antonio Brancati, nato il 21 dicembre 1920 a Catania e originario di Ispica
- Rino Ciattini, nato il 7 novembre 1924 a Grosseto
- Alfiero Grazi, nato il 26 agosto 1925 a Cinigiano
- Silvano Guidoni, nato il 1º gennaio 1924 a Istia d'Ombrone
- Corrado Matteini, nato il 17 ottobre 1920 a Istia d'Ombrone
- Emanuele Matteini, nato il 12 dicembre 1923 a Istia d'Ombrone
- Alcide Mignarri, nato il 21 giugno 1924 a Istia d'Ombrone
- Alvaro Minucci, nato il 16 ottobre 1924 a Istia d'Ombrone
- Alfonso Passannanti, nato il 28 settembre 1922 a Serre
- Attilio Sforzi, nato il 7 febbraio 1925 a Grosseto

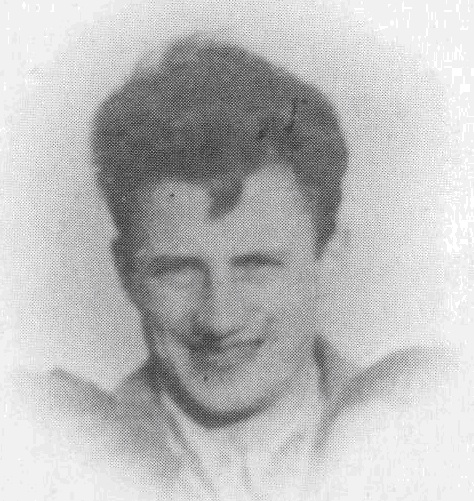
Antonio Brancati
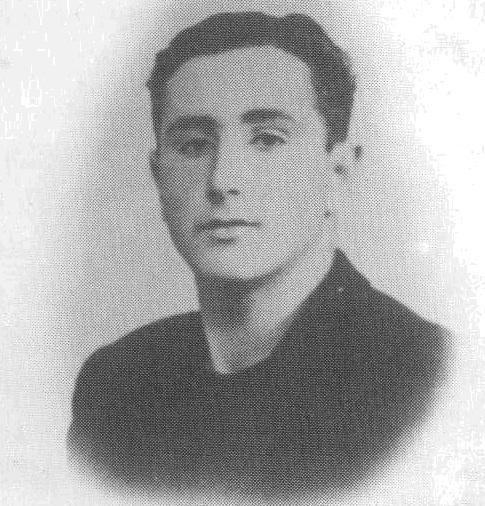
Rino Ciattini
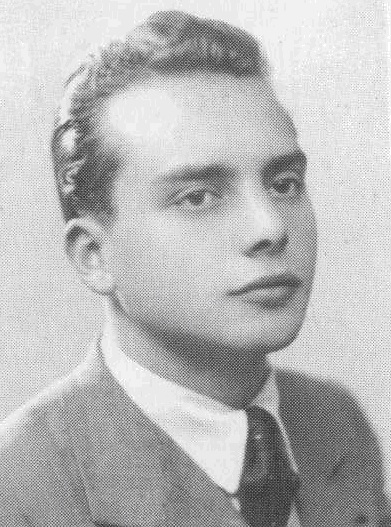
Alfiero Grazi
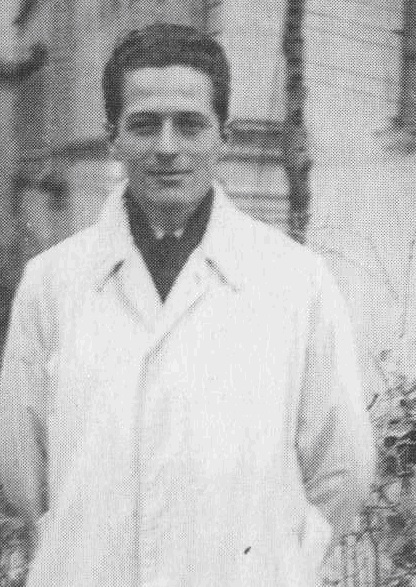
Silvano Guidoni
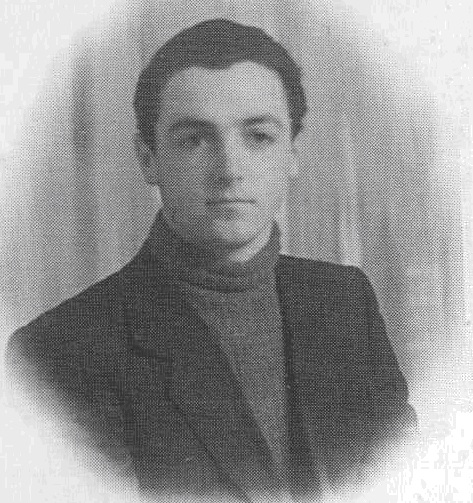
Corrado Matteini

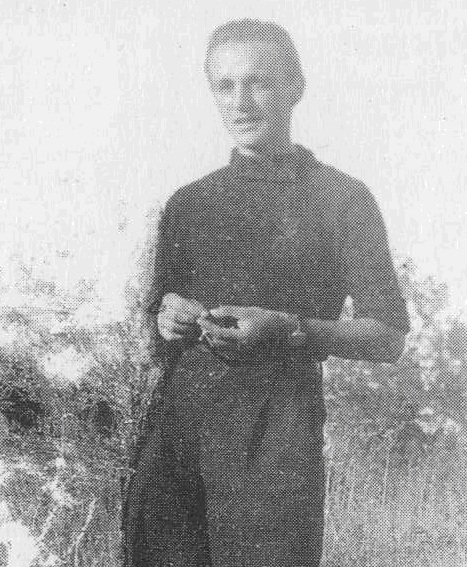
Emanuele Matteini
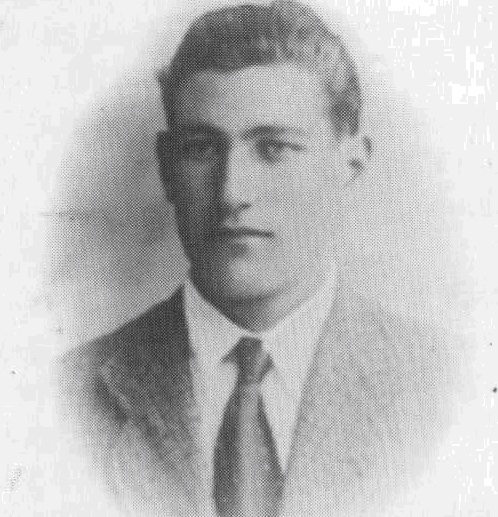
Alcide Mignarri
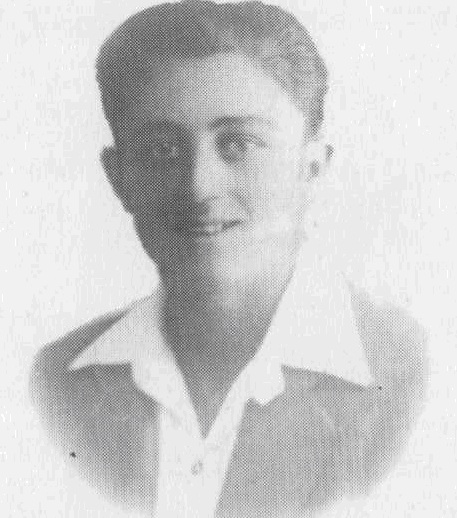
Alvaro Minucci
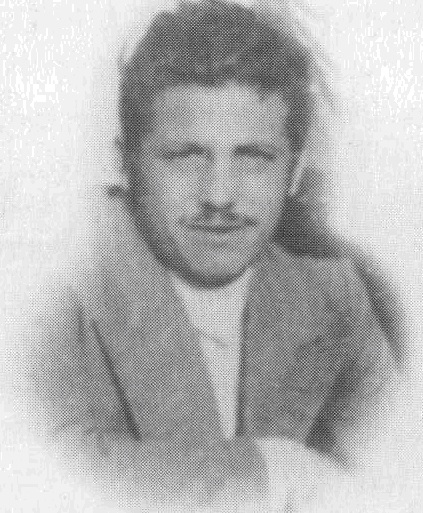
Alfonso Passannanti
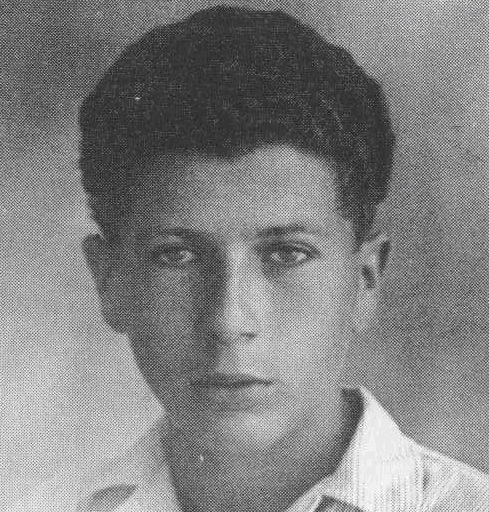
Attilio Sforzi

## Reazioni
Per i cadaveri delle vittime fu disposta sul posto una sepoltura in fossa comune, ma su insistenza del parroco di Istia d'Ombrone, don Omero Mugnaini, le undici salme vennero condotte a Istia, dove il sacerdote contravvenne agli ordini dando loro una degna sepoltura nel cimitero del paese. Secondo alcuni testimoni, il parroco si sarebbe opposto ai fascisti esclamando: «voi occupatevi dei vivi, dei morti me ne occupo io».
La buona riuscita dell'operazione venne ben accolta dal prefetto Ercolani, il quale espresse soddisfazione e propose ricompense per gli esecutori, definendo gli undici renitenti in una lettera ai suoi superiori come "gruppo di bande armate".
(Alceo Ercolani, Paganico, 26 marzo 1944)
La notizia dell'eccidio, tuttavia, alimentò i malumori in città portando indignazione tra la popolazione: di conseguenza, aumentarono i renitenti alla leva e i giovani che si univano alla lotta armata, con i cittadini sempre meno disposti a fidarsi delle autorità fasciste repubblicane. Una divisione della formazione partigiana "Alta Maremma" venne intitolata ad Attilio Sforzi.
La strage portò malumori anche tra gli stessi fascisti. Il 26 aprile 1944, all'assemblea del fascio repubblicano di Grosseto, l'operato di Ercolani e delle alte cariche fu aspramente criticato da alcuni tesserati, che giudicarono la strage come un suicidio politico. In seguito alle rimostranze, il fascista Vezio Vecchio fu messo in arresto per venti giorni con l'accusa di disfattismo.

## Conseguenze

### Processo ai responsabili

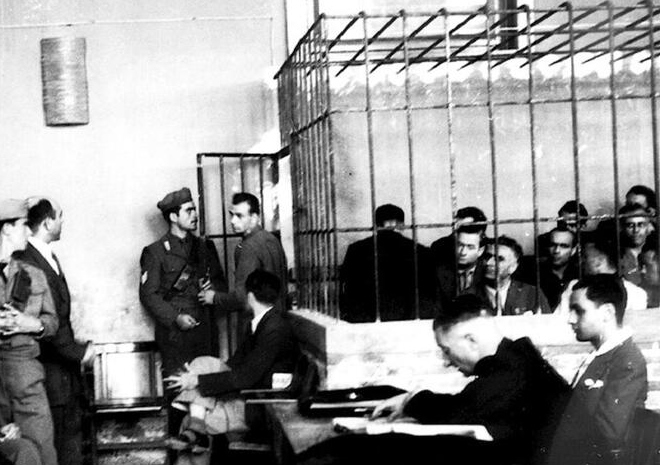
Una scena del processo ai fascisti grossetani della RSI del 1946

Le prime indagini sulle responsabilità dell'eccidio di Maiano Lavacchio ebbero inizio già nell'autunno 1944 per opera del locale Comitato di Liberazione Nazionale. Il processo, che accorpava tutte le indagini sui rastrellamenti verificatisi in provincia, fu avviato nel giugno 1946 dalla Sezione speciale della Corte d'assise di Grosseto e vedeva sul banco degli imputati il capo della provincia Ercolani e tutti i maggiori gerarchi fascisti repubblicani.
Il Tribunale di Grosseto imputò ad Alceo Ercolani, Ennio Barberini, Angelo Maestrini e Generoso Pucci, rispettivamente capo della provincia, comandante e vice-comandante della 98ª Legione GNR e triumviro della federazione repubblicana, le maggiori responsabilità per le stragi avvenute nella provincia di Grosseto. In particolare, per il caso di Maiano Lavacchio, venne dimostrata la totale responsabilità italiana, in quanto fu appurato che il reparto tedesco aveva solo preso parte al rastrellamento; fu quindi riconosciuta la piena responsabilità di tutti i principali gerarchi grossetani, inclusi il vice-questore Scotti, il commissario prefettizio Pucini, il capitano De Anna, il tenente Ciabatti, i commissari di pubblica sicurezza Lorenzini e Scalone. Il comandante Barberini venne ritenuto estraneo alla strage in quanto assente in quel periodo da Grosseto e giudicato solo per altri reati; la partecipazione della Legione alla strage fu invece imputata al vice-comandante Maestrini, ex segretario federale e podestà di Grosseto. Il triumviro Silio Monti non fu processato, in quanto già deceduto durante uno scontro il 28 maggio 1944, mentre i latitanti De Anna, Maestrini e Scalone vennero processati in contumacia.

### Condanne
La sentenza fu emessa il 18 dicembre 1946: il Tribunale condannò Ciabatti, De Anna, Del Canto, Gori, Maestrini, Pucini, Raciti e Scalone alla pena di morte; Ercolani e Scotti a trent'anni di reclusione; Lorenzini a ventisei anni; Barberini e Giannini a sei anni di reclusione e 4 000 lire di multa.
Le condanne a morte non furono mai eseguite, vennero annullate e convertite in ergastolo dalla Corte suprema di cassazione di Roma nel 1948. Tutti i responsabili beneficiarono poi dell'amnistia e vennero rilasciati dopo pochi anni: Lorenzini, Gori e Scotti nel 1949, Ercolani nel 1950, Pucini nel 1951, Ciabatti e Raciti nel 1952, Del Canto nel 1960. I latitanti Scalone e Maestrini, condannati in contumacia, si scoprirà poi essere già deceduti, entrambi uccisi dai partigiani, rispettivamente a Roccastrada nel giugno 1944 e a Recoaro Terme nel maggio 1945. Il capitano Michele De Anna, comandante della squadra "Ettore Muti" nell'azione di Monte Bottigli, fu l'unico a non fare un solo giorno di carcere: resosi latitante, attese di beneficiare dell'amnistia, che arrivò il 29 agosto 1959; in seguito si stabilì a Roma, dove svolse la professione di medico. Inigo Pucini, che aveva comandato il plotone di esecuzione, entrò in politica a Viterbo nelle file del Movimento Sociale Italiano.

## Commemorazioni
La prima commemorazione dell'eccidio avvenne il 22 luglio 1944, circa un mese dopo la liberazione di Grosseto. L'evento vide la partecipazione di una folla di oltre 1 500 persone, compresi tutti i funzionari pubblici, il prefetto Adolfo De Dominicis e i membri del Comitato di Liberazione Nazionale e del Governo militare alleato. L'orazione ufficiale fu tenuta dall'avvocato Giovanni Magrassi, in seguito eletto all'Assemblea Costituente. A tutte le undici vittime venne in seguito riconosciuta la qualifica onoraria di partigiani della divisione Monte Bottigli, sebbene tale banda fosse stata formata solo dopo la strage il 4 aprile 1944.
Sei delle undici vittime (Ciattini, Minucci, Mignarri, Guidoni e i fratelli Matteini) sono tumulate nella cappella commemorativa situata nel cimitero di Istia d'Ombrone. Poco dopo la liberazione, le salme delle altre vittime inizialmente sepolte a Istia rientrarono nei propri luoghi d'origine: Mario Becucci e Attilio Sforzi furono traslati al cimitero di Sterpeto a Grosseto, Alfonso Passannanti a Serre, in Campania, mentre la salma di Alfredo Grazi rientrò a Cinigiano: la cappella Grazi fu affrescata da Günther Frielingsdorff, pittore e unico superstite dell'eccidio. I "martiri d'Istia" sono ricordati anche su una lapide posta sul palazzo comunale di Cinigiano. Anche la salma di Antonio Brancati fece rientro il 14 ottobre 1967 nella sua Ispica, città dove è anche ricordato con una lapide posta nell'agosto 1945. La lettera scritta da Brancati ai genitori poco prima di essere ucciso è stata pubblicata nel volume Lettere di condannati a morte della Resistenza italiana curato da Piero Malvezzi e Giovanni Pirelli.

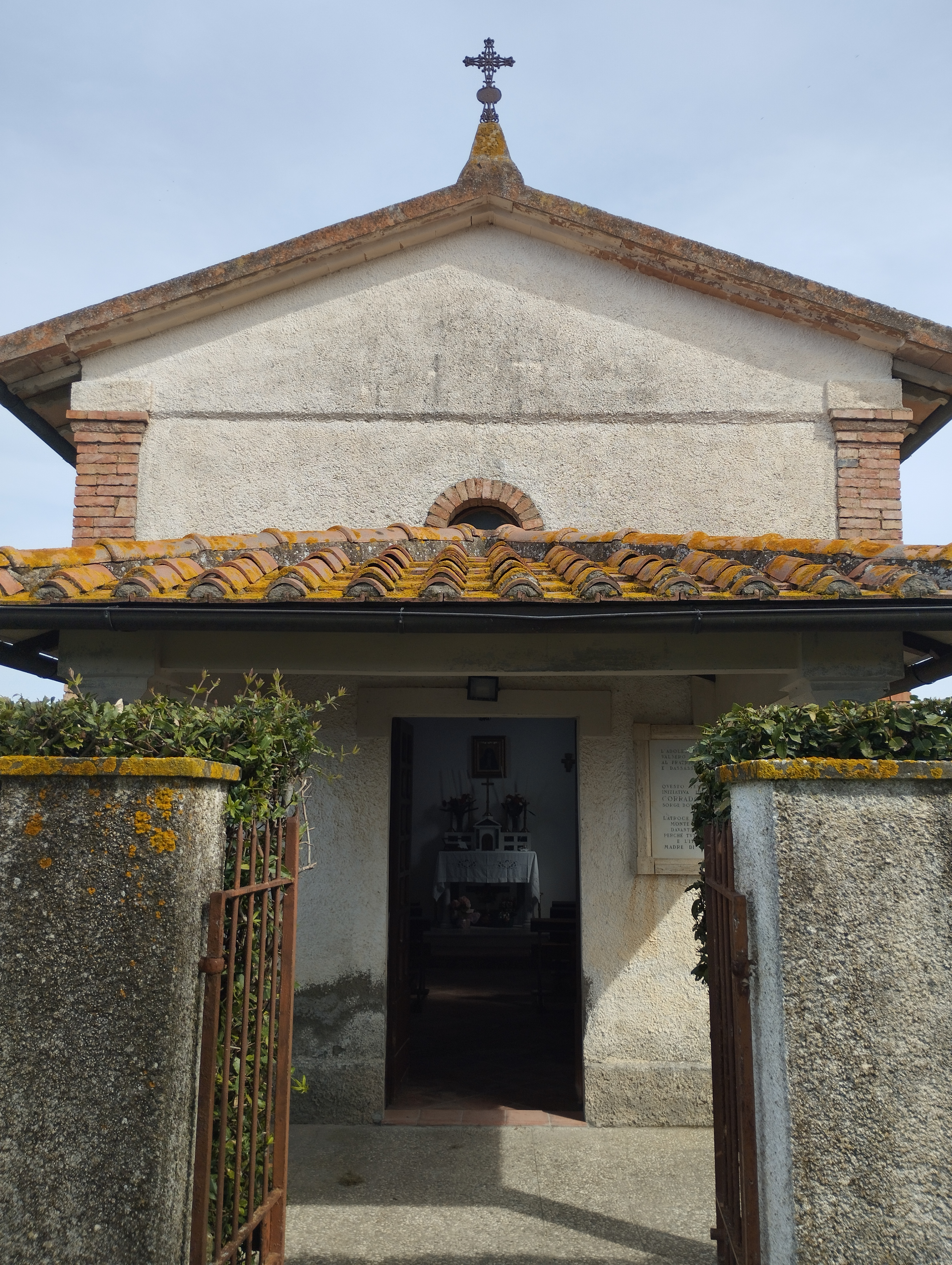
La cappella di Maria Addolorata

Presso la scuola rurale di Maiano Lavacchio è stato posizionato il 22 marzo 1964, ventesimo anniversario, un piccolo obelisco sormontato da lanterna in memoria delle vittime. Sul luogo dell'esecuzione, di fronte al podere Appalto, la famiglia Matteini ha fatto erigere la cappella di Maria Addolorata, dove ogni anno il 22 marzo si tiene la commemorazione della strage. Una lastra apposta sulla parete esterna della chiesa recita:
Ai "martiri d'Istia" è dedicata una piazza del centro storico di Grosseto. Ad Antonio Brancati sono stati intitolati una piazza e un campo sportivo a Ispica, mentre nel 2001 a Serre è stata intitolata una piazza ad Alfonso Passannanti. Nel 2014 l'amministrazione comunale di Grosseto, presieduta dal sindaco Emilio Bonifazi, ha intitolato a Silvano Guidoni, Alcide Mignarri, Alvaro Minucci e i fratelli Matteini quattro vie in località Le Stiacciole, presso Istia d'Ombrone.
Il 22 marzo 2023 viene inaugurata presso la scuola rurale di Maiano Lavacchio, per l'occasione restaurata dall'architetto Edoardo Milesi, la "Casa della memoria al futuro", centro-studi dedicato alla memoria dell'eccidio, realizzato in collaborazione con l'istituto storico Isgrec e il comune di Magliano in Toscana. All'interno è ospitata la biblioteca "Tullio Mazzoncini".

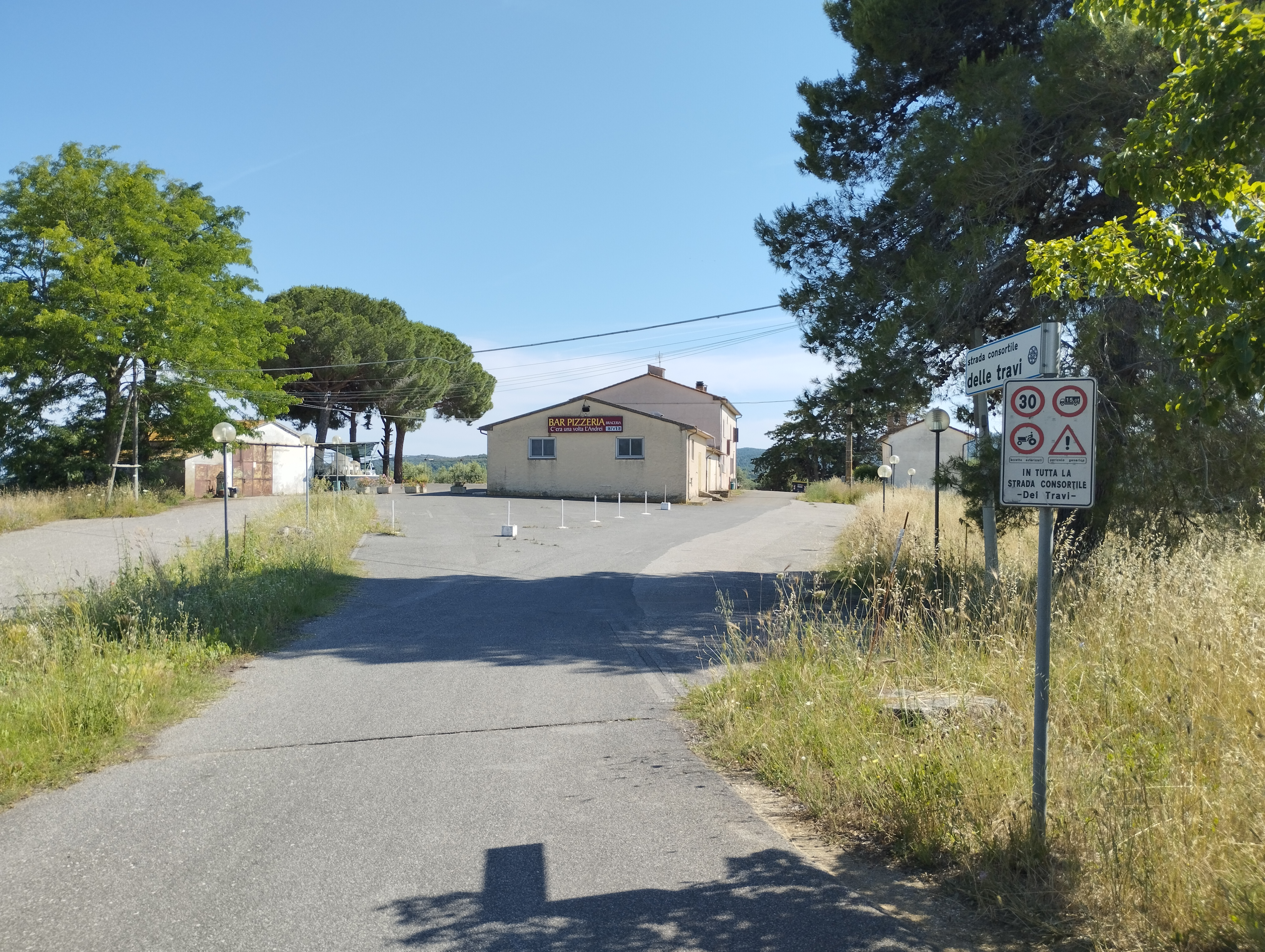
La località di Maiano Lavacchio
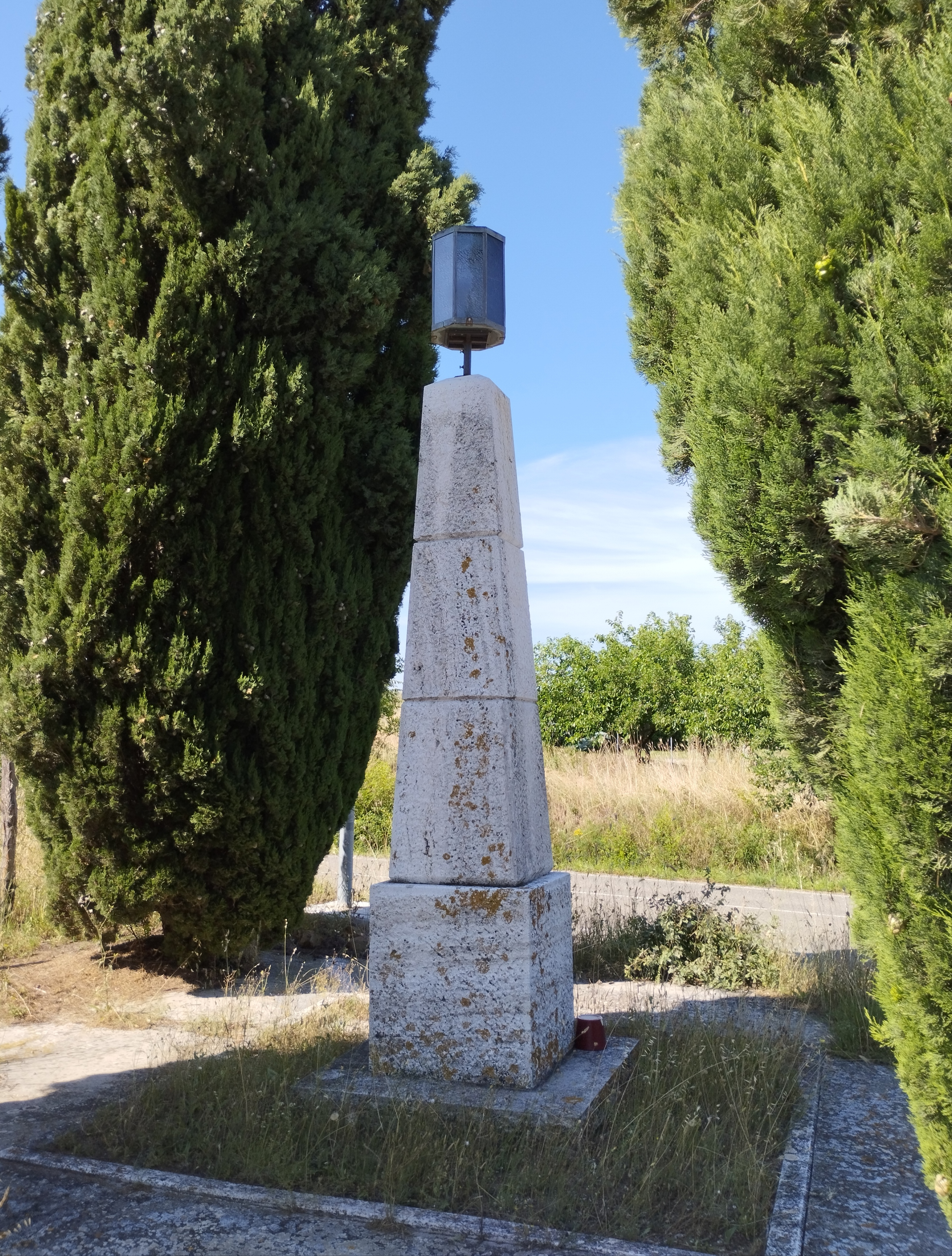
Il monumento ai martiri d'Istia
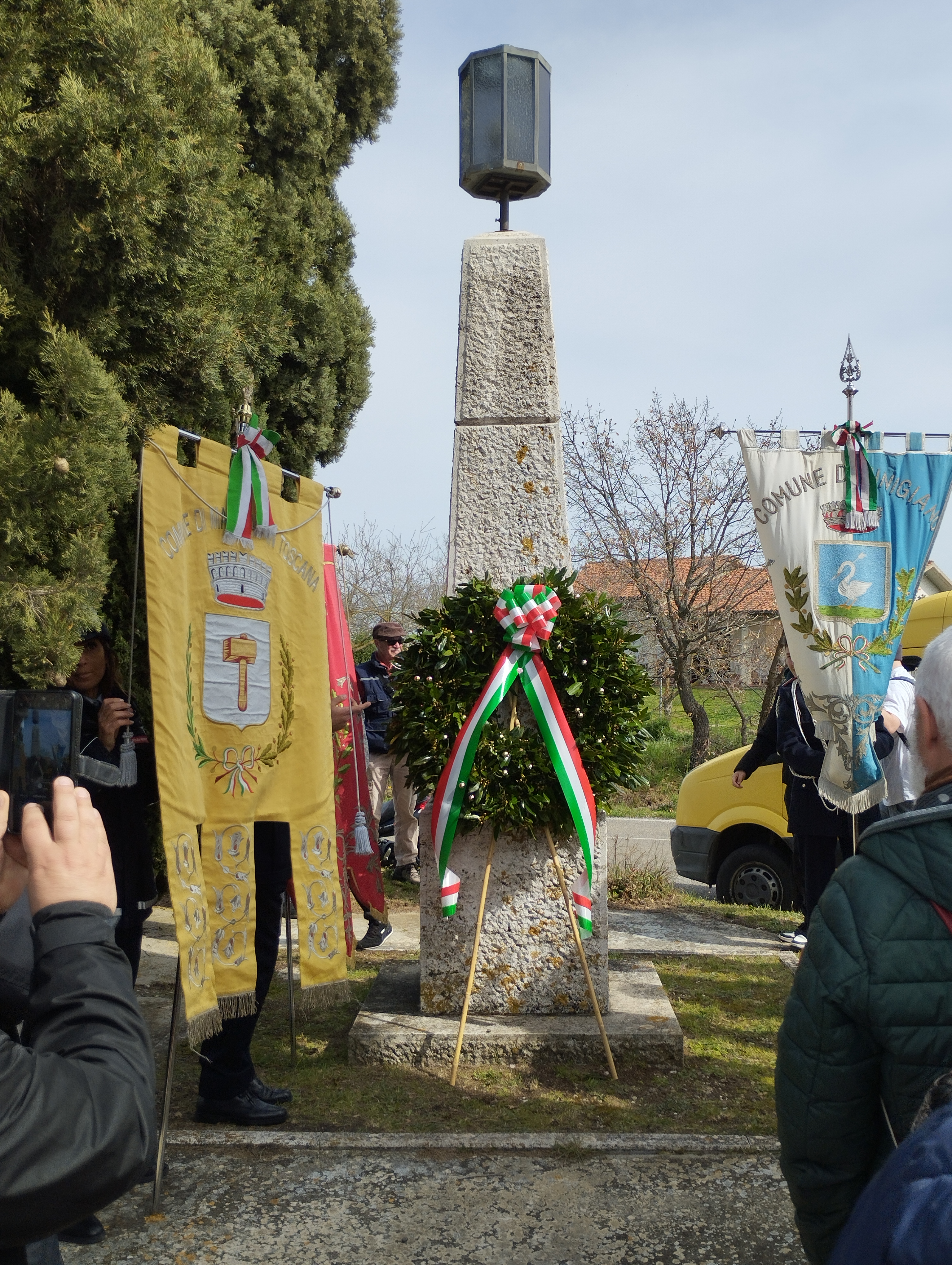
Il monumento durante una commemorazione ufficiale
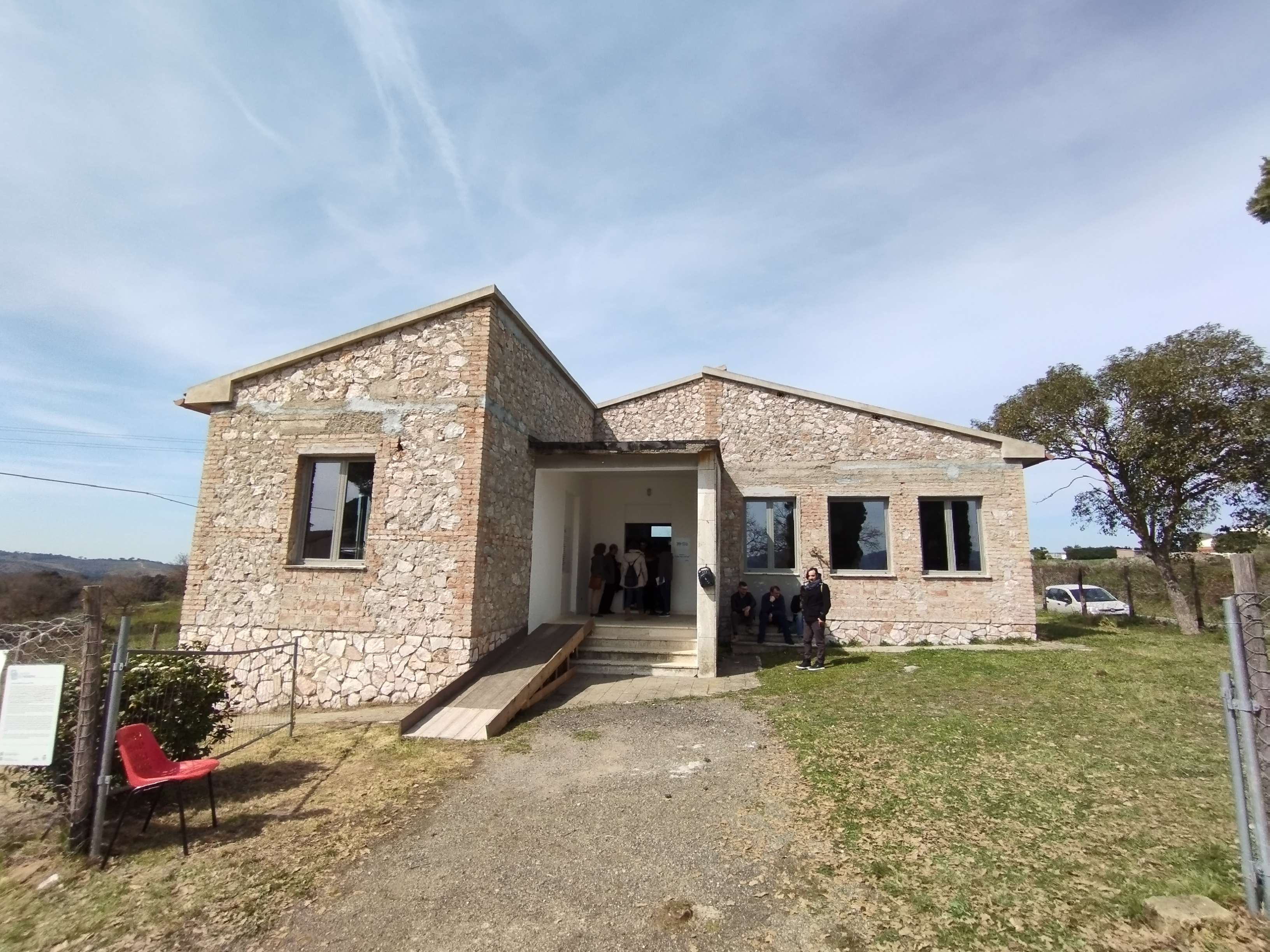
La casa della memoria al futuro